# Jakub Ostrzanin
Jakub Iskra herbu Kopacz, także Ostrzanin, Ostranica (ukr. Яків Остряниця, zm. 6 maja 1641) – hetman kozacki, przywódca powstania Ostranicy.
Pochodził ze szlacheckiej rodziny Iskrów herbu Kopacz z Ostera. Pierwsze wzmianki o nim dotyczą jego udziału w 1633 w wojnie polsko-rosyjskiej; był wtedy pułkownikiem Kozaków rejestrowych. W 1638 został obrany hetmanem Kozaków nierejestrowych, i jeszcze tym samym roku rozpoczął kolejne powstanie przeciw Rzeczypospolitej. Po bitwie pod Żowninem zbiegł do Carstwa Rosyjskiego i tam się osiedlił.
6 maja 1641 został zabity przez Kozaków w rozruchach, które wybuchły na tle nieporozumień szeregowych ze starszyzną.